# George Casey
George William Casey Jr (ur. 21 lipca 1948 w Sendai) – amerykański wojskowy w randze generała, od 10 kwietnia 2007 36. Szef Sztabu US Army, wcześniej zastępca Szefa Sztabu (2003–2004) i dowódca MNF-I – Międzynarodowych Sił w Iraku (2004–2007).